# Paerlduiker
Paerlduiker is een vaste brug in Amsterdam-Centrum.
De brug verbindt de Kattenburgergracht en Wittenburgergracht, beide grachten zijn enkel kades aan de Nieuwe Vaart. Ze vormt daardoor ook een verbinding tussen Kattenburg en Wittenburg. Ze overspant de zuidelijke uitloper van de Kattenburgervaart. Ten oosten en ten westen staat een aantal gemeentelijke en rijksmonumenten, waarvan voor wat betreft naam de Oosterkerk de bekendste is, voor wat betreft beeldvorming Kattenburgergracht 23-41, alwaar de eerste seizoenen van televisieserie Baantjer werden opgenomen.
Er ligt hier al eeuwen een brug. Daniël Stalpaert, stadsarchitect van/in Amsterdam tekende op zijn ontwerpkaart van 1662 hier al een brug. Er is dan nauwelijks bewoning hier; hij tekende er de "Scheeps timmerwerven van d’Admiraliteit" en de "Particuliere scheeps timmerwerven". Die scheepswerven zouden voor eeuwen deze oostelijke eilanden bezet houden. De eerder genoemde Oosterkerk is ook al in de tekening aangegeven. De gebieden zijn nog naamloos. Toen Frederik de Wit zijn kaart tekende rond 1688 hebben de eilanden hun naam "Katten burgh" en "Witten burgh". Tekenaar Jan Gabrielsz Sonjé tekende op zijn prent De Oosterkerk en ’s Lands Zeemagazijn een ophaalbrug. Toen fotograaf Pieter Oosterhuis hier langs kwam, lag hier een dubbele houten ophaalbrug, het is dan omstreeks 1860. In de 21e eeuw ligt hier een brug, die het midden houdt tussen een brug en een duiker. Zij heeft een betonnen overspanning op landhoofden die sterk aan de Amsterdamse School doen denken. De landhoofden aan de zuidkant geven het bouwwerk het uiterlijk van een sluis, wat het nooit geweest is. Diezelfde walkanten zijn versierd met getordeerde ijzeren motieven.
De brug is genoemd naar brouwerij De Paerl, die hier in de 17e eeuw stond. De geschiedenis van brug naar duiker komt ten uiting in de namen Paerlbrug en Paerlduiker, waarbij de eerste officieus is (en per 2016 vervallen) en de tweede officieel. 

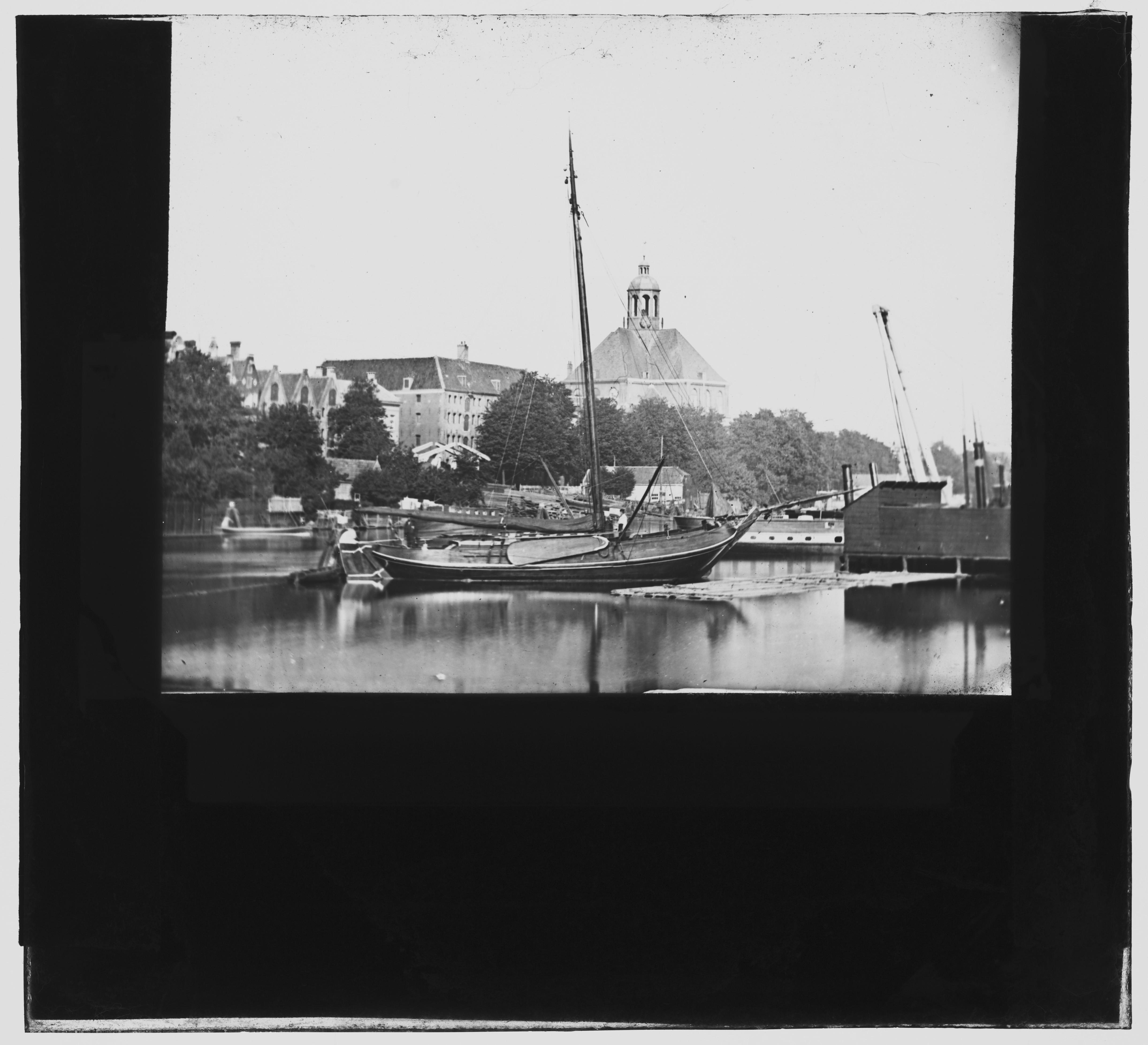
De brug tussen bomen door Pieter Oosterhuis
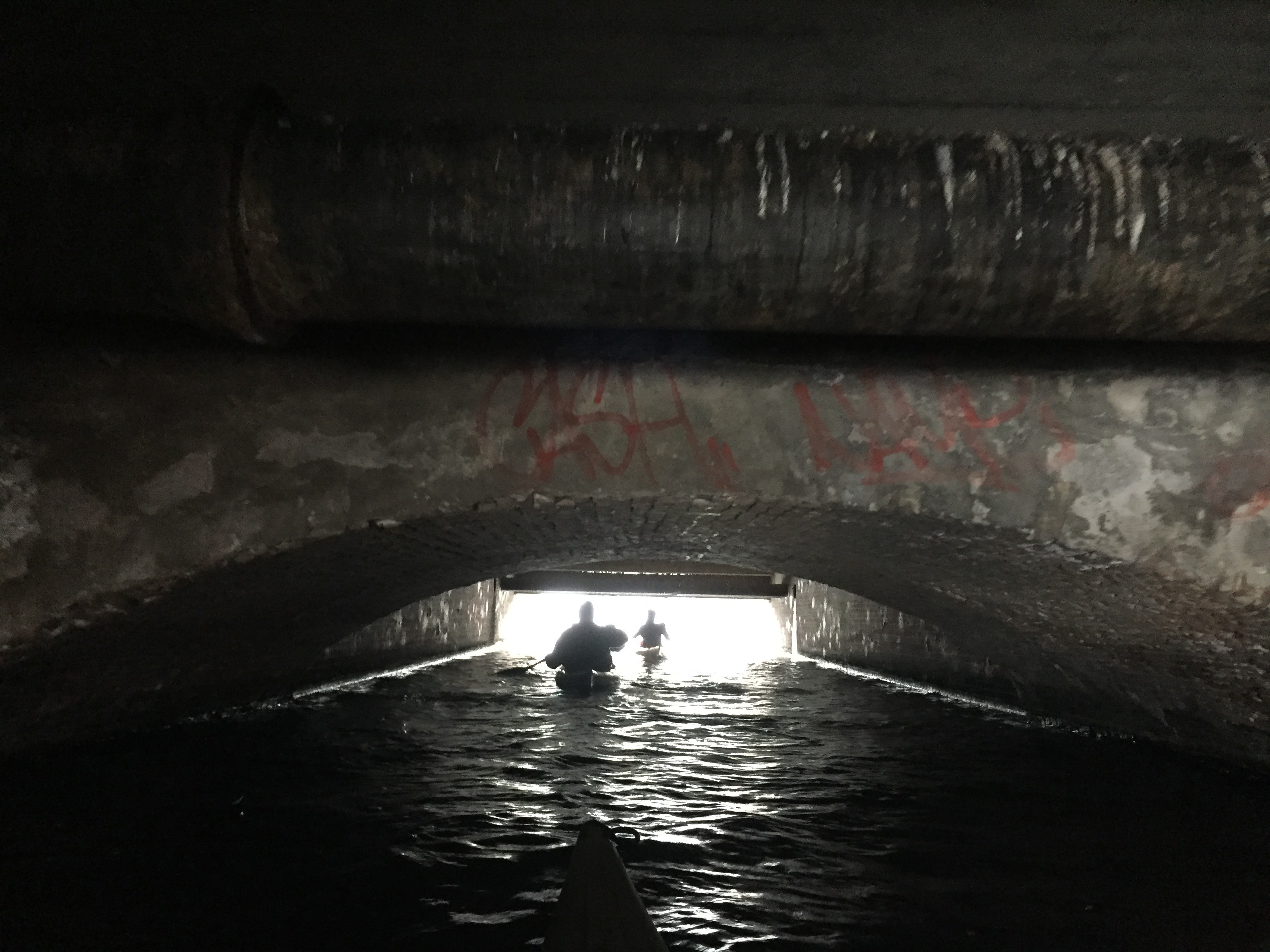
Paerlduiker van onder af (2017)

1 · 2 · 3 · 4 · 5 · 6 · 7 · 8 · 9 · 10 · 11 · 12 · 13 · 14 · 15 · 16 · 17 · 18 · 19 · 20 · 21 · 22 · 23 · 24 · 25 · 26 · 27 · 28 · 29 · 30 · 31 · 32 · 34 · 35 · 36 · 37 · 38 · 39 · 40 · 41 · 42 · 43 · 44 · 45 · 46 · 47 · 48 · 49 · 50 · 51 · 52 · 53 · 54 · 55 · 56 · 57 · 58 · 59 · 60 · 61 · 62 · 63 · 64 · 65 · 66 · 67 · 68 · 69 · 70 · 71 · 72 · 73 · 74 · 75 · 76 · 77 · 78 · 79 · 80 · 81 · 82 · 84 · 85 · 86 · 87 · 88 · 89 · 90 · 91 · 92 · 93 · 94 · 95 · 96 · 97 · 98 · 99 · >>>
Brugnummers 33 en 83 zijn niet (meer) vergeven